# ルノー・メガーヌ

ルノー・メガーヌ (4代目)

メガーヌ (Mégane ) は、フランスの自動車製造会社、ルノーが1995年から生産するCセグメントの乗用車である。

## 概要
ルノー・19の後継モデル として1995年のフランクフルトモーターショーでデビュー。「メガーヌ」の車名は1988年に発表されたコンセプトカーから流用されている。デザインの総責任者は、初代から3代目までパトリック・ルケマン（Patrick Le Quément）が務めた。2代目からはルノー・スポールが開発を手掛ける高性能版のR.S.が追加され、モータースポーツとの繋がりを強くイメージさせるシリーズとなった。
日本ではR.S.の人気が高く、同シリーズを販売する店舗数はフランス、ドイツに次ぐもので、市場規模に対して突出している。販売戦略上の判断から、スポーツグレードを中心に輸入されており、エントリーグレードやディーゼル車等、正規輸入されていないものも多い。

## 初代 X64型（1995年 - 2002年）
1990年の初めから開発が始められ、数々のスケールモデルやプロトタイプが試作されたのち、1995年9月のフランクフルト・モーターショーで発表、同年の11月15日にフランスで販売を開始。フロアパン、エンジン、トランスミッションなどの基本メカニズムは先代である19のものを受け継いだが、従来のルノー車とは一線を画した楕円をモチーフにしたデザインと、衝突安全ボディー、リア中央席の3点式シートベルト、フロントシートベルトプリテンショナー+ロードリミッター、運転席エアバッグなどを装備し、安全性を強く打ち出した最初のモデルとなり、1998年のユーロNCAPではクラストップの4つ星を獲得した。
エンジンはガソリン1.4L/2.0L、ディーゼルは1.9Lのディーゼルのほか、LPガス・ガソリン切り替え式LPG自動車 が用意されていた。 2009年時点でLPG仕様はオプションとなっている。生産は北フランスのドゥエー工場とスペインのパレンシア工場（ビリャムリエル・デ・セラート）、5ドアのワゴンはトルコ工場（オヤック・ルノー）製である。なお、カブリオレはドイツのコーチビルダー、カルマン社製で、リア側面に専用バッジが装着される。
日本では1996年9月から販売が開始された。当初のラインナップは、5ドアハッチバックで2.0L SOHC“F3R”のRXE、2ドアの右ハンドルで4速ATのクーペ2.0と、左ハンドルで5速MTの2.0L 16バルブDOHC“F7R”のクーペ16Vで、1997年9月にはセニックが追加された。1999年のマイナーチェンジでフェーズIIとなり、エンジンが1.6L DOHCのK4Mに変更され、5ドアハッチバックで4速ATのRXTと5速MTのRXi、そしてクーペと入れ替わりで4速ATのカブリオレが導入された。本国仕様の全幅は1,699mmだが、日本ではサイドウインカーも全幅に含める関係で1,700mmを僅かに超えるため3ナンバー登録となった。なお、フジミ模型が1/24スケールでクーペのプラモデルを市販していた。

### 沿革
当初のラインナップは5ドアハッチバックと2ドアクーペで、1996年のパリサロンでセニック と4ドアセダン、2ドアカブリオレを発表、1998年にはライバルに対抗して5ドアワゴンが追加され、ボディは6種類となった。
1999年以降のフェーズIIでは、ヘッドランプ、フロントグリル、テールランプなどのデザイン変更、衝突安全性の強化、直噴ガソリンを含むエンジンラインナップの変更と装備品の充実が図られた。2009年2月時点で欧州では3代目が登場しているが、アルゼンチンとコロンビアの各工場では初代モデルが引き続き生産されており、廉価版として南米の一部地域では2代目と併売されていた。

## 2代目 X84型（2002年 - 2008年）
2002年にデビューし、日本市場には2003年から導入された。デザインのキーワードは「退屈へのレジスタンス (抵抗)」。垂直なリアウィンドウと突き出したリアゲートパネルなど、Cピラーから後ろの個性的なデザインが最大の特徴で、同社のアヴァンタイムやヴェルサティスのデザインが受け継がれている。IIからは車名の文字体が「Megane」から、明朝体を思わせるギリシア文字風の「MEGΛNE」に変更された。

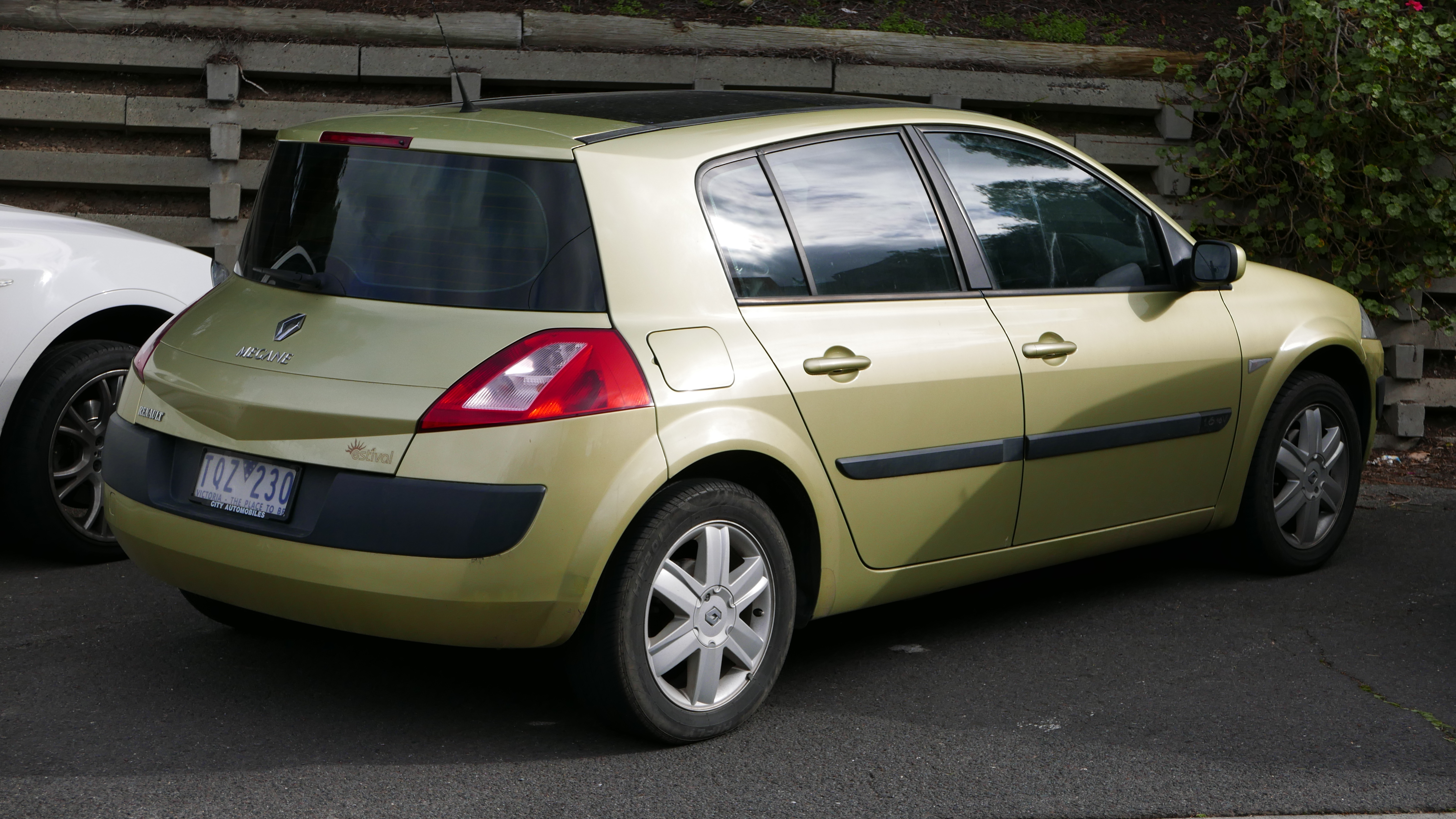
5ドアハッチバック

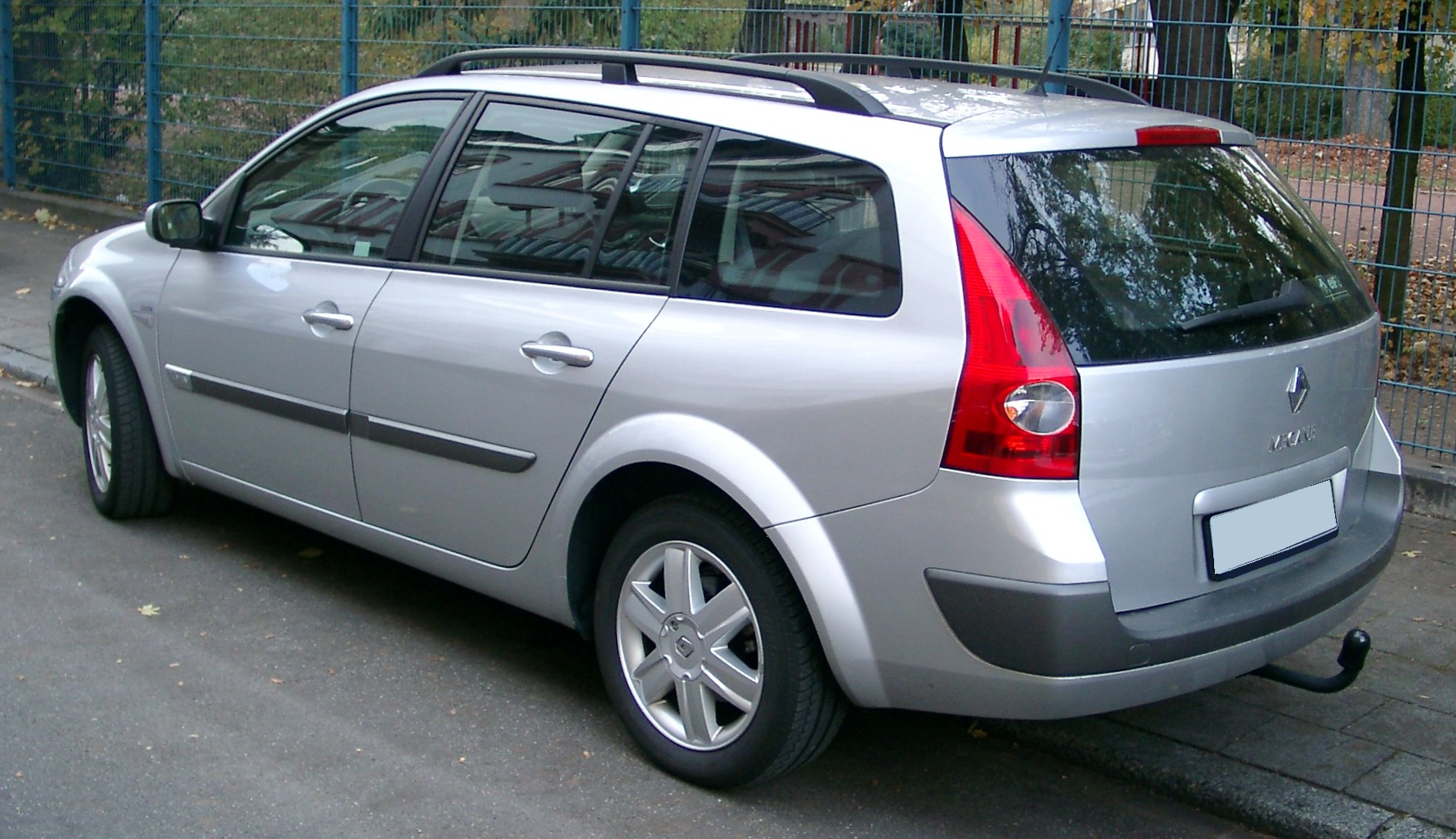
5ドアワゴン

ボディは、3ドア/5ドアハッチバック、4ドアセダンのスポーツサルーン、5ドアワゴンのツーリングワゴン、MPVのセニック、オープンモデルとなるクーペ・カブリオレの6種類のほか、モータースポーツ部門のルノー・スポールが手掛けた高性能版がラインナップされている。
2003年度のヨーロッパ・カー・オブ・ザ・イヤーを受賞したほか、ヨーロッパの自動車衝突安全性テスト「ユーロNCAP」において最高の5つ星の評価を得るなど、デザインだけでなく高い安全性と実用性、信頼性が高い評価を受けて、ヨーロッパ市場に於けるCセグメントのベストセラーカーとなった。
エンジンは、直列4気筒ガソリン1.4/1.6/2.0LのNAと2.0Lターボ 、ディーゼル1.5/1.9L NA、2.0Lターボ。そのほか、LPガス・ガソリン切り替え式LPGも用意されている。トランスミッションは5速と6速のMTと4速AT。ホイールは15インチから17インチだがリム幅は全て6.5Jであるため、最適なタイヤは195/65となる。
2005年のマイナーチェンジでフェーズIIとなる。ヘッドランプ、フロントグリル、テールランプ等のデザイン、メーターパネルのべゼルカラーが変更され、スピードメーターとタコメーターの位置が入れ替えられるといった小変更が施されている。
日本での展開は、3ドア/5ドアハッチバック、5ドアワゴン、クーペ・カブリオレ、グラン・セニックの5種類で、右ハンドルのみが用意される。エンジンは、ルノー・スポール以外のモデルはガソリンの1.6Lと2.0L 直列4気筒。トランスミッションは5/6速MTとマニュアルモード付きの4速AT。全面グラスルーフサンルーフはグラン・セニックに標準装備、ルノー・スポールを除く5ドアハッチバックと4ドアワゴンモデルにはオプションで用意される。

### インテリア

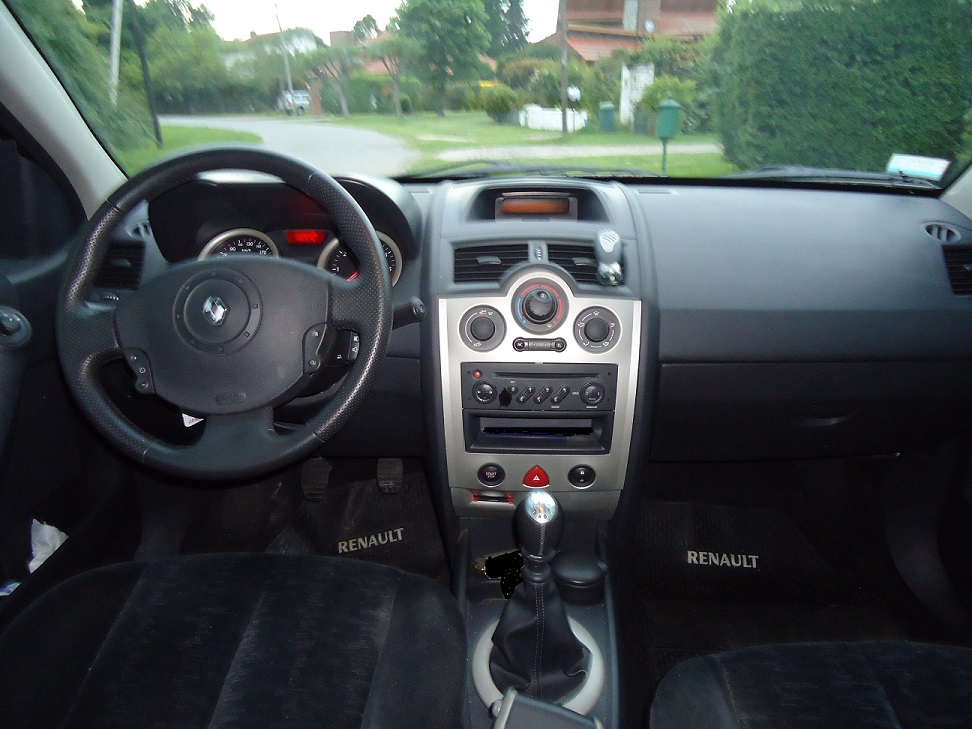

ルノーにおけるユニバーサルデザインである“タッチデザイン”が採用され、触感の良い素材を使うなどして触れてみたいと思わせ、心地よく直感的な操作感を実現した。盗難防止対策のため鍵穴は無く、ドアの開閉やエンジンの始動はカードキーで行う。センターコンソールのスロットに差し込みボタンを押すとエンジンが始動する。始動後にカードキーを抜くことも可能だが、スロットに戻さなければボタンを押してもエンジンは停止しない。トランク容量は330L。新設計となる二重構造のフロアはロードノイズの低減にも寄与している。エアバッグは前席2カ所のほか、前後席サイドエアバッグ、カーテンエアバッグの計8カ所。

### 主なバリエーション

#### ルノー・スポール

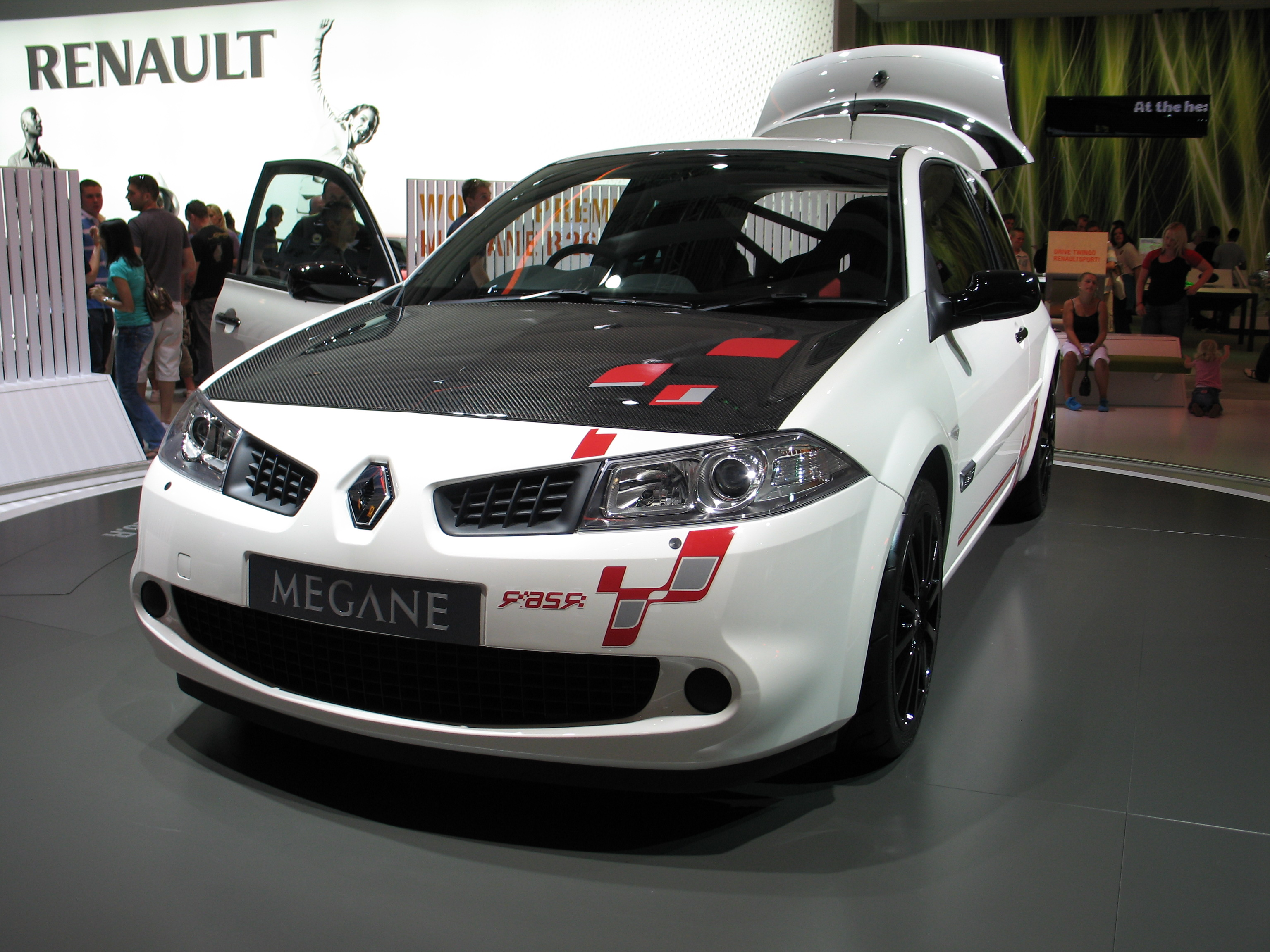
R26.R

2004年に追加された。ルノーのモータースポーツ部門であるルノー・スポールが開発を手掛ける、同社のイメージリーダーとしての役割を担う高性能モデルで、通称は「RS」。かつてのアルピーヌと同じく、スポーツモデルやレース車両専門のディエップ工場で生産される。
エンジンは、最高出力224 ps @ 5,500 rpm、最大トルク30.6 kg·m @ 3,000 rpmの2.0 Lツインスクロールターボを搭載する。大きな開口部のフロントパンパーとリアスポイラーの装着、大幅に向上した出力に対応されるため、シャシーやサスペンションを強化、サスペンションのジオメトリー変更など、各部がスポーツ走行に適したものに改良されている。フロントサスペンションにはトルクステアの抑制を目的としたDASSが備わる。ブレーキはブレンボ製で、フロントは4ポットキャリパーを採用。路面状況により異なるが、100 km/hから制動を掛けて10回連続で停止した距離は36m以下とされている。日本仕様は、左ハンドルの3ドアと右ハンドルの5ドアハッチバック+6速MTで、タイヤサイズは乗り心地を考慮して225/40R18→225/45R17に変更された。
2008年に発表されたR26.Rは、RSトロフィー、F1 TEAM R26に続く進化モデルで、末尾のRはRADICALE (ラジカル: 究極) を意味する。エンジンは230 ps/31.6 kg·mのままだが、後席を除去し2シーター化、リアクオーターウィンドウとリアウィンドウを軽量ポリカーボネイトウィンドウに変更、カーボン製のボンネットやフルバケットシートの採用などで123 kgもの軽量化を果たし、ドイツのニュルブルクリンクをFF市販車最速となる8分17秒の記録を作った。イギリス、フランス、スイス、スペイン、ドイツの5か国で販売された。450台の限定生産。

#### クーペ・カブリオレ

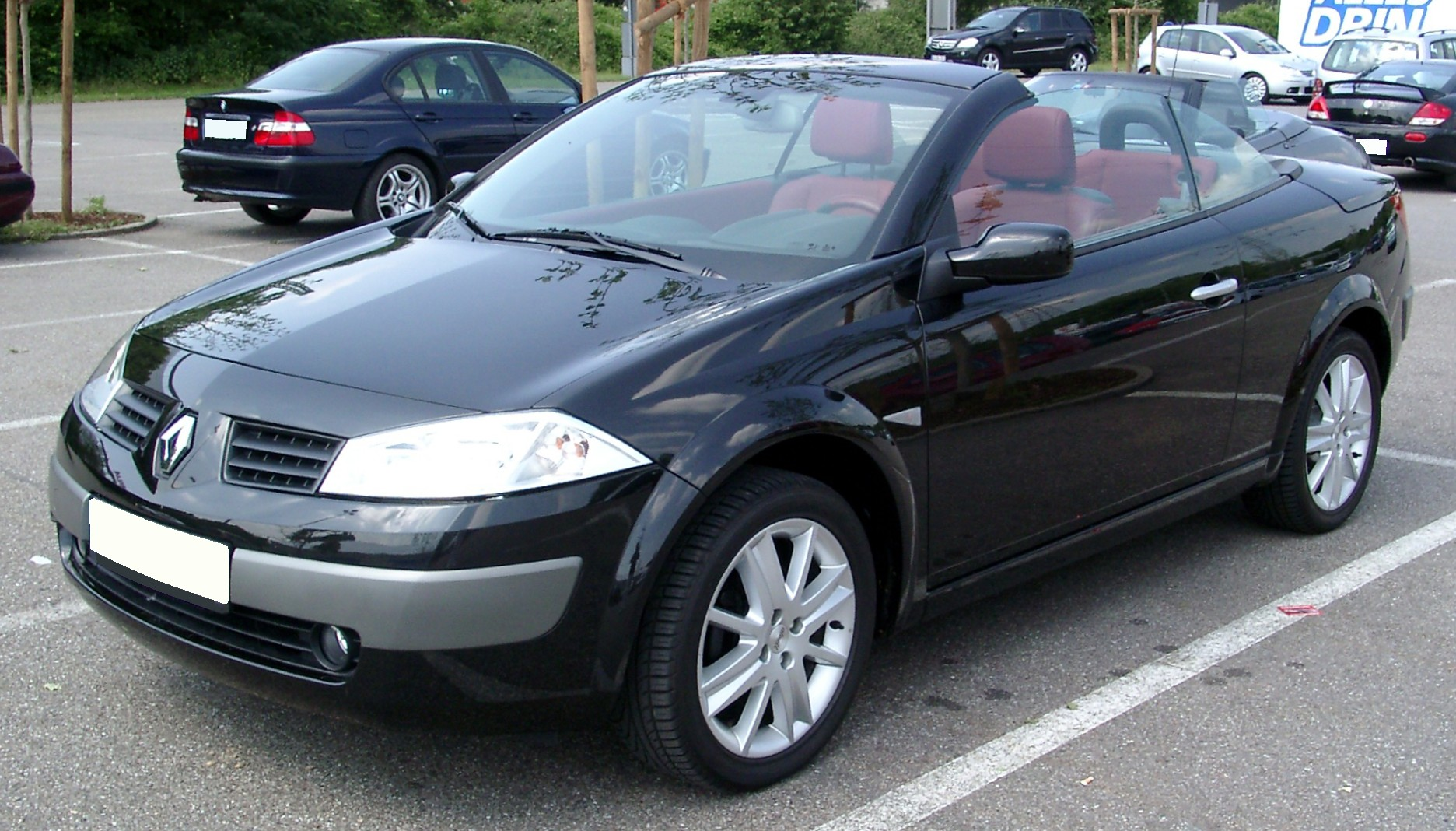
CC

略称は「CC」。3ドアをベースにドイツのカルマンが手掛けたオープンモデル。22秒で自動開閉するガラスルーフハードトップを持つカブリオレに架装したクーペカブリオレで、後輪直前のサイドシルに“KARMANN”ロゴの刻印がある。ボディは2ドアで定員は4人。荷室容量はクローズ時490 L、オープン時190 L。オープン化に際しての各部補強により車重はハッチバックに比べて200 kgほど増加しているが、重い荷重を考慮した専用設計のサスペンションとセッティングにより、路面からの衝撃をしなやかに吸収するように仕上げられた。
グラスルーフは赤外線を78%、紫外線を95%遮断するという特殊なガラスを採用し、ルーフ閉時も開放感を維持するなど、快適性と実用性を兼ね備えた。事故による横転時には自動的にリアシート後方のアンチロールオーバーバーが0.5秒で約130 mm上昇し乗員を保護する仕組みで、Cセグメントのカブリオレモデルとして世界初のユーロNCAPの5つ星を獲得するなど高い安全性を持つ。
日本仕様はグラスルーフ・カブリオレと呼ばれる。右ハンドルで、トランスミッションはマニュアルモード付の4AT。リアのナンバープレートについては、そのまま装着しただけでは開閉に支障をきたしてしまうため、専用のステーを設け、EU規格の位置よりやや上方に装着する格好となる。

### 広告
メガーヌ・ルノースポールのテレビCMには、2005年にルノーF1をドライブしてチャンピオンを獲得したフェルナンド・アロンソが出演しているが、日本では放映されていない。また、グラスルーフカブリオレの日本向けCMソングにジャズシンガー、小林桂の『East of the Sun』が起用されていた。

## 3代目 X95型（2008年 - 2017年）
2008年10月のパリサロンで正式発表され、ヨーロッパでは2008年11月にハッチバックが発売された。その後、2009年1月にクーペ、同年8月にエステート、2010年2月にクーペ・カブリオレが順次発売された。ハッチバックは5ドアのみで、クーペは従来の3ドアの役割を担う。4ドアセダンのスポーツサルーンは、フルエンスとして独立した。
エクステリアデザインは同社の他モデルに通じるものに変更され、先代との共通性は少ない。リアのルーフエンドが先代の垂直なものから、なだらかな形状のオーソドックスなものとなった。シャシーは先代からの継続で、ボディーサイズは若干拡大したが、軽量素材の多用などで車重は平均して約8kgほど軽く仕上げられた。日本仕様はスペインのバレンシア工場製。
ボディーパネルのフィッティング精度、チリ合わせの高さや、開発の初期段階からデジタル技術を採り入れた「フルデジタル化」、シリーズ初となるCVTの導入、重量ベースで車両の95%をリサイクル可能な素材を使用するなどの新戦略が盛り込まれている。また、目立たないがフロントのサブフレームとフロントのサイドメンバーは、2カ所がダンパ、2カ所がゴム製のブッシュで接続されており、走行性能の向上に寄与している。なお、今回のモデルチェンジを機にホイールが4穴から5穴 に変更されている。
5ドアハッチバックに限り、2つのモデルコードが存在する。西欧諸国や日本市場にはB95型（スペイン製）が、アジア・パシフィックやロシア市場などにはB32型（トルコ製）が投入された。B32型は道路状態の悪い新興国向けという役割もあり、車高がやや高く、ラゲッジルームに荷物が満載でもスペアタイヤが取り出しやすい外部吊り下げ式となっている。その他リアフォグランプがリアバンパーに設置されている点や、ルーフパネルとサイドパネルの溶接跡を隠すための樹脂モールが装着されている点などがB95型との違いである。一部の西欧諸国でもB32型が廉価版としてメガーヌ・ジェネレーションの名称で導入された。
日本市場には2010年12月にクーペの高性能版R.S.が先行発売され、2011年5月、5ドアハッチバック・コンフォート仕様の「プレミアムライン」、スポーティー仕様の「GTライン」 の2種類が設定されたが、プレミアムラインはその後のグレード見直しを機に導入中止となった。

### メカニズム
エンジンは全て直列4気筒で、ガソリンは、2012年までのフェーズIは1.6/2.0L NAと1.4/2.0L ターボ。2012年以降のフェーズIIはダウンサイジングされた、ルノー初の直噴となる1.2/1.4L ターボのTce と、継続する2.0L ターボ。ディーゼルは、フェーズIは1.5/1.9/2.0L NA、フェーズIIは95psと110psの1.5Lと130psの1.6L コモンレール式直噴ターボのdCi。1km当たりのCO2排出量は、110psの1.5L dCiがラインナップで唯一100g以下となる90g、115psの1.2L Tceが119g、265psの2.0L ターボが174gとなっている。
トルクコンバーター式のオートマチックトランスミッションは設定されず、CVTと後に設定されるEDCのみとなった。

### 主なバリエーション

#### ルノー・スポール
| R.S. |  | R.S. |
| R.S. |  |      |

5ドアハッチバック比で、車高は−25mmの1,435mm、車幅は+40mmの1,850mmと、ロー&ワイドボディである。座面の位置は極端に低くないものの見切りが悪く、絞られたリアウィンドウとファストバックスタイルのため、斜め後方視界は悪い。ラインナップは、R.S.とR.S.275。2011年6月には、限定500台でR.S.トロフィーが発売された。
シャシーは、「スポーツ」と「カップ」の2種類が用意されるが、日本仕様はカップとなる。サスペンションは、ノーマルモデル比でスポーツは+12.5%、カップはスポーツ比で+15%硬い。トレッドの拡大でロール剛性が強化されたことにより、過度にサスペンションを固めず適度な減衰力とすることが可能となったほか、電動パワーステアリングも改善された。軽量フライホイール、GKN製の機械式LSDも装備する。フロントサスペンションは先代に続きDASSだが、軽量化のため車軸側の下部ちロワアームがスチール→アルミに変更されている。走行関連の電子装備として、“R.S.ダイナミックマネージメント”と呼ばれるシステムが新たに設定された。ESPの介入はノーマル・スポーツ・オフの3段階、スロットルレスポンスは5段階から選択、ASRの効き具合も調整することが可能となっている。実燃費の平均はR.S.で約10.0km/Lとされるが、性能比では良好と言える。

##### R.S.275トロフィーR

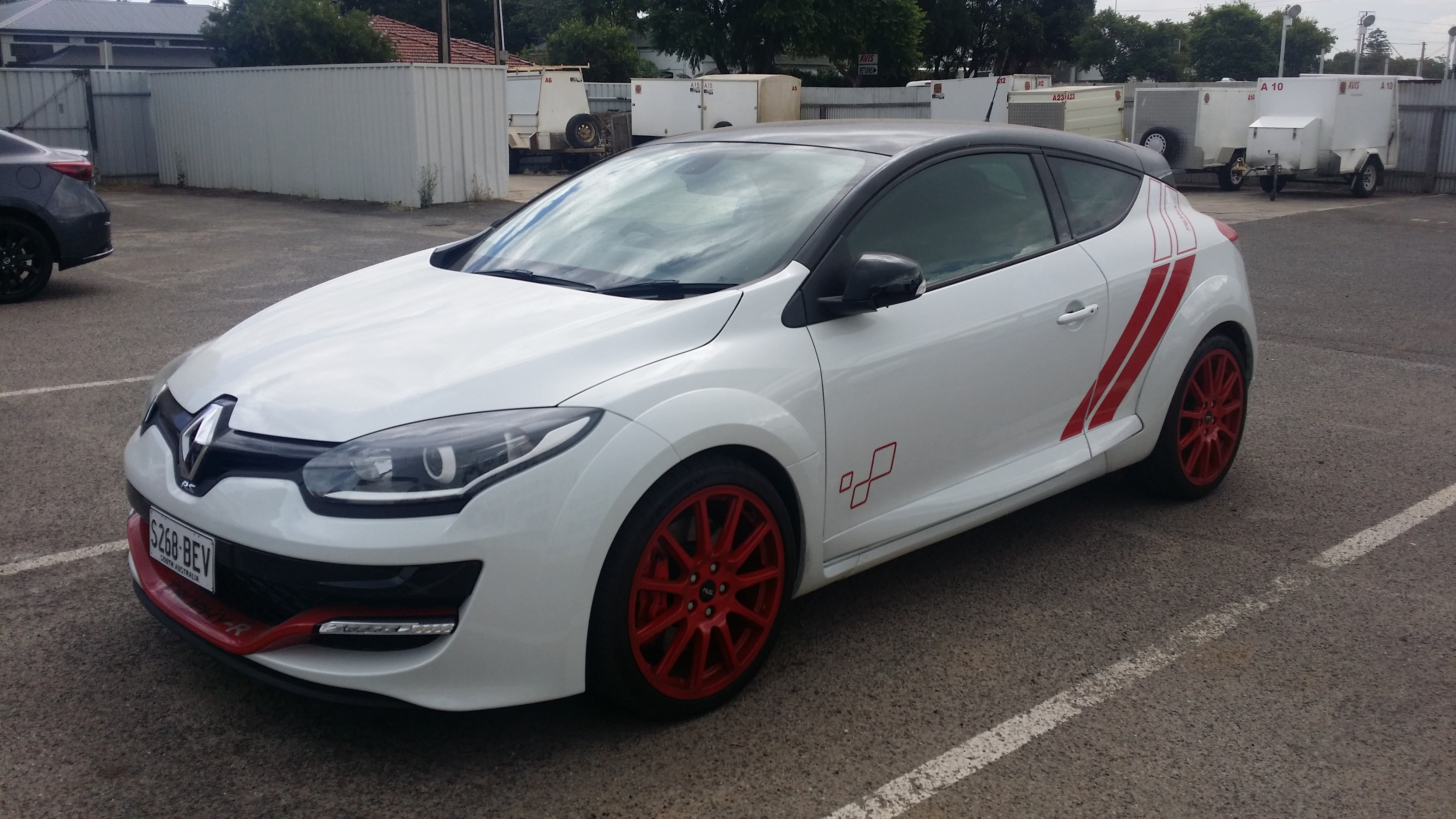
R.S.275トロフィーR

R.S.275トロフィーをベースに2シーター化し、極限まで性能を高めたサーキット向けモデル。2014年6月に250台限定で発売された。
2014年3月にセアト・レオンクプラ280によって奪われた、ニュルブルクリンク北コースにおける前輪駆動（FF）の市販車最速記録を奪還するために開発された。装備や各部の徹底した軽量化は相当なもので、シートに始まり、防音材、オーディオ、マフラー、ワイパーにまで及び、車重はR.S.275トロフィー比で約−100kgを実現。また、多段階調整式のダンパーとスプリングの組み合わせで詳細なセッティングが可能となっている。
エンジンはベースとなるメガーヌR.S.と同じ2.0L直列4気筒ターボエンジンだが、最高出力は10ps増の275psにアップ。車名の「275」はこの最高出力に由来したものである。
2014年5月15日、ニュルブルクリンク北コースにおいて7分54秒36のタイムを記録し、市販される前輪駆動車の最速記録を更新した。

#### エステート

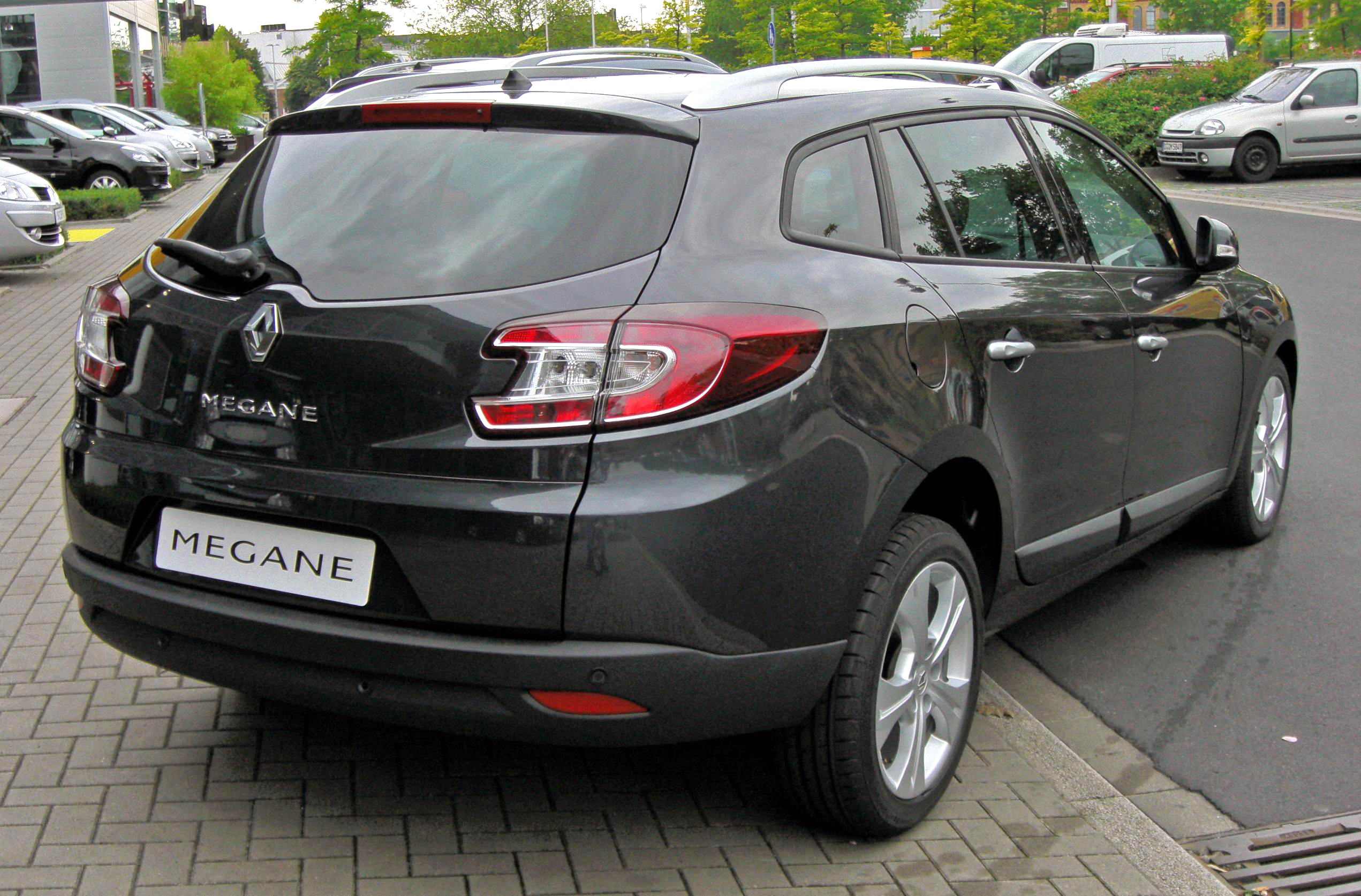
エステート (グランツアラー)
(画像提供: M 93)

2009年3月にジュネーヴモーターショーで発表、ヨーロッパでは8月に発売された。本国では「エステート」だが、市場により「スポーツツアラー」「グランツアラー」「ワゴン」と名称が異なる。尚、日本市場は本国と同じ「エステート」となる。5ドアハッチバックをベースとして、リアのオーバーハングとホイールベースが延長されたワゴンモデルで、特に後席のスペースと荷室が拡大している。ハッチバック比で、全長は+263mm、ホイールベースは+62mmとなり、後席の足下スペースに十分なゆとりが生まれた。荷室容量は+121Lの525Lで、後席を倒すと1,595Lまで拡大する。助手席も倒せるため、最大2,550mmの長尺物も積載することが可能となっている。

#### クーペ・カブリオレ

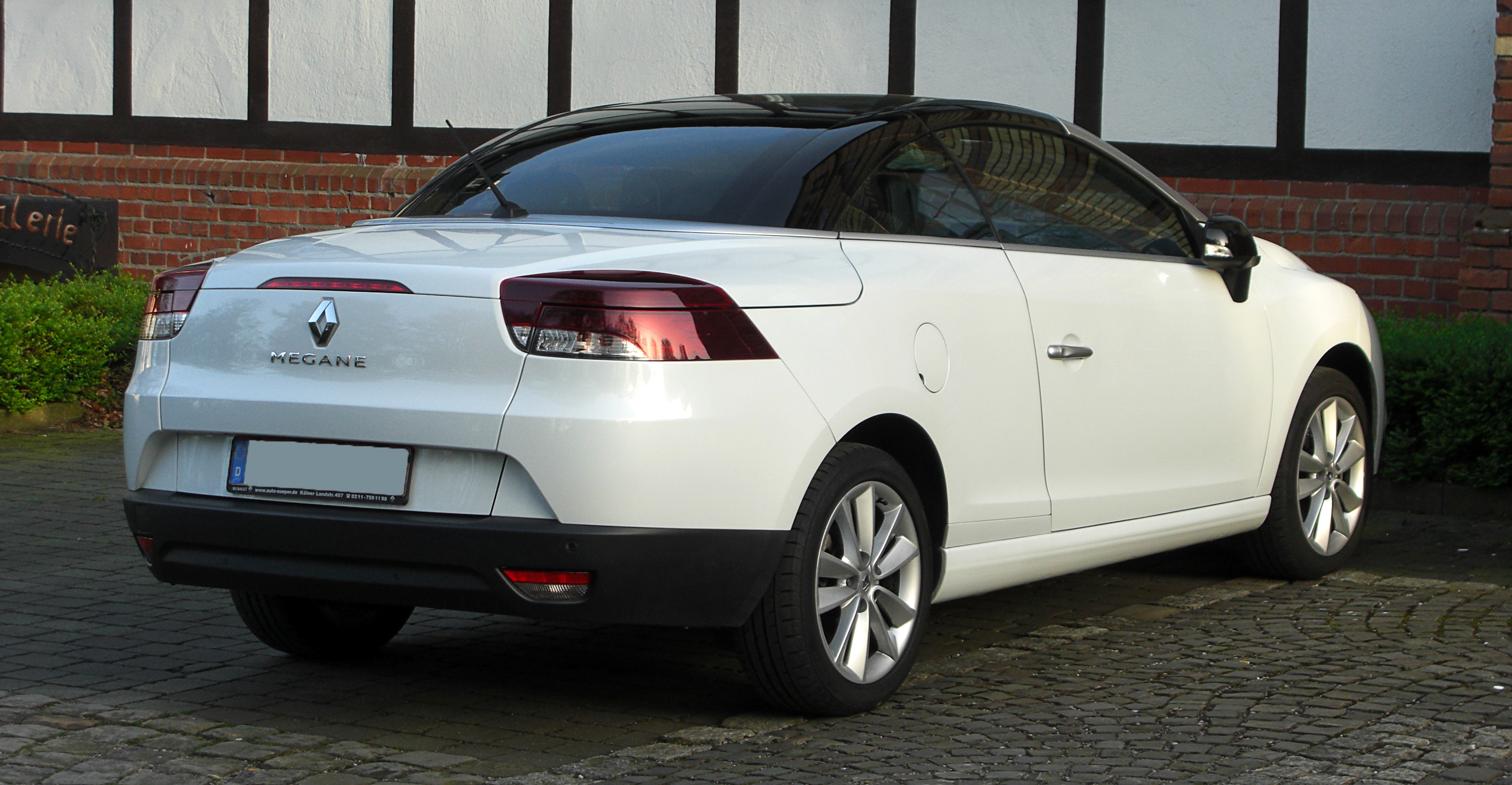
CC (画像提供: M 93)

2010年2月、新型が発表された。先代に比べてボディ剛性が80%向上、プレミアム感を演出するため内外装に専用品が用意されている。開閉時間は21秒。荷室容量は、クローズ時417L、オープン時211L。3月にジュネーブ・モーターショーで世界初公開。2014年1月、ブリュッセル・モーターショーで大幅に改良された新型が公開された。フロントマスクを他のメガーヌと共通意匠とし、2014年1月から先行してベルギーで、3月から世界15カ国で発売。日本市場には未導入。

### 沿革

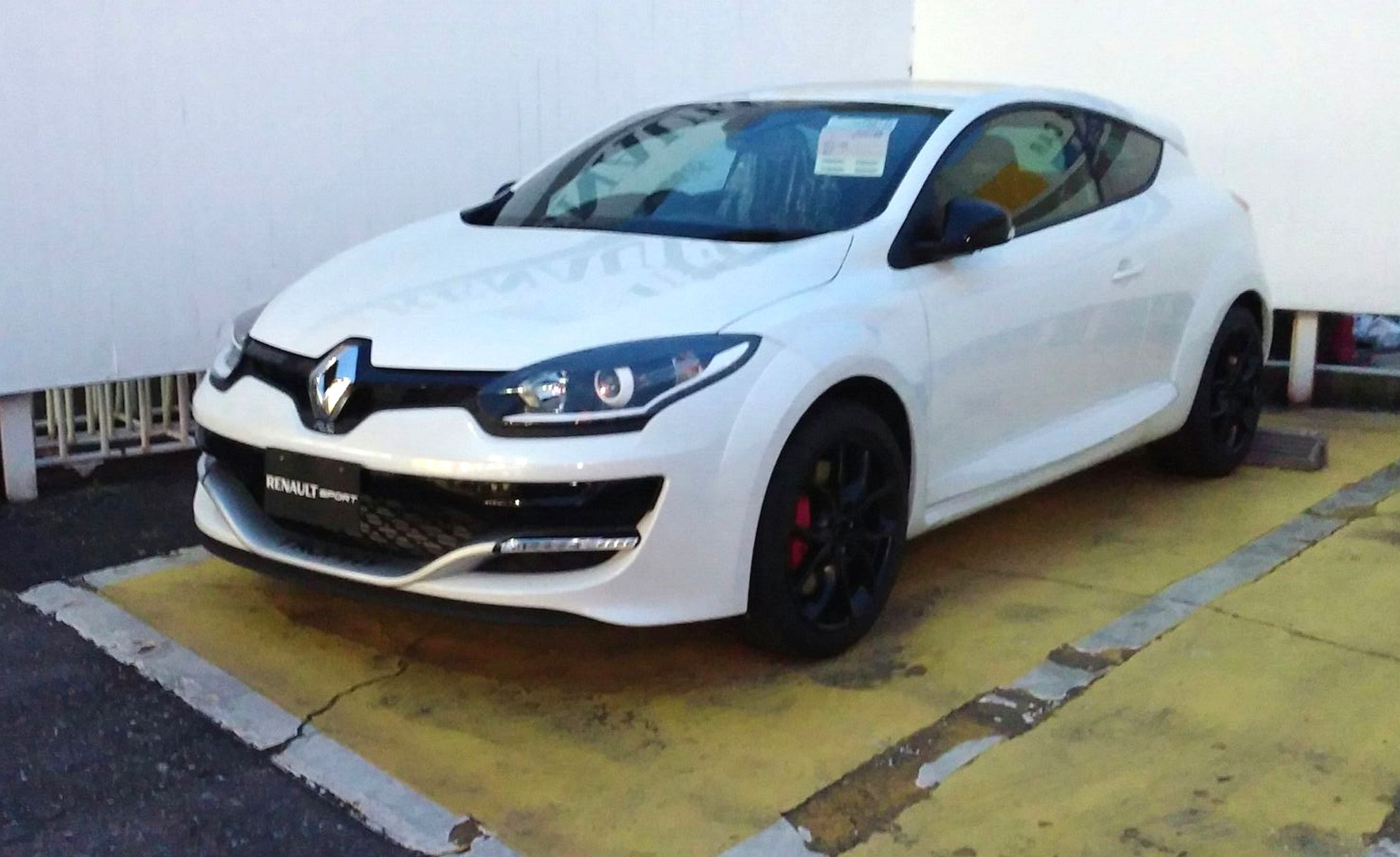
日本仕様　R.S.トロフィー

2009年3月のジュネーヴモーターショーでは、ワゴンモデルが発表された。2010年2月、クーペカブリオレを追加。2012年にはフロント周辺とインテリアの小変更でフェーズIIとなった。2013年9月、フランクフルトモーターショーでフェイスリフトを発表、フロントマスクがクリオの流れを汲む意匠に変更、従来はR.Sのみの装備だったLEDのポジションランプが全車種に拡大されたほか、エンジンに新開発の1.2L 直噴ターボが採用されるなど、ラインナップが変更となっている。2014年2月には、初代からハッチバックとワゴンを生産するスペインのパレンシア工場の生産台数が400万台に到達した。
日本では、2010年12月に高性能版のR.S. が先行発売され、2011年5月、5ドアでM4Rエンジン+CVTのプレミアムラインとGTラインが追加された。2012年7月、R.S.がマイナーチェンジ。エンジンの最高出力は250ps→265ps、最大トルクは320N·m→340N·mに向上。フロントバンパーにはLEDドライビングランプが内蔵された。ハンドル位置も左→右に変更され、ボディカラーも一部が差し替えられた。11月、5ドアGTラインがマイナーチェンジでフェーズIIとなり プレミアムラインが廃止されると同時に、ワゴンのエステートGTラインが追加された。2013年5月、6速MT+右ハンドルのエステートGT220が発売された。
2014年6月、2013年9月のヨーロッパに続き、日本仕様の全てがフェイスリフト。キャプチャーやクリオ（日本名: ルーテシア）に共通するデザイン戦略「サイクル・オブ・ライフ」に沿うもので、ルノーであることを強く主張するフロントマスクとなっている。変更と同時に、エステートのみに設定されていたGT220をハッチバックにも設定、本国同様に“GT220”とGTライン”の2系統となった。同年10月には、「GTライン」のみ内外装はそのままに、早くも改良が行われ、エンジンが2.0LのM4Rからキャプチャーに搭載される1.2L直噴ターボのH5Fに換装され、併せて、組み合わされるトランスミッションもゲトラグ製の6速EDCに変わった。
2015年5月26日、ハッチバックの「GTライン」を廃止し、入れ替わりに新グレード「ZEN（ゼン）」を追加。装備を一部厳選し、サスペンション特性をしなやかな方向にセッティングし直すなどして価格を249万円に抑えたグレードとなっている。エステートのバリエーションに変更はない。
限定モデルは、30台のR.S.モナコGP、60台のエステートGT、30台のR.S.トロフィー、30台のメガーヌ R.S. レッドブル・レーシング RB7と50台のRB8、20台のR.S. ジャンダルムリなどがある。
2017年4月6日、日本市場における現行型R.S.のフィナーレを飾る特別仕様として、限定200台のR.S.ファイナルエディションと限定20台のR.S.パックスポールが発表された。

## 4代目 BFB型（2016年 - ）

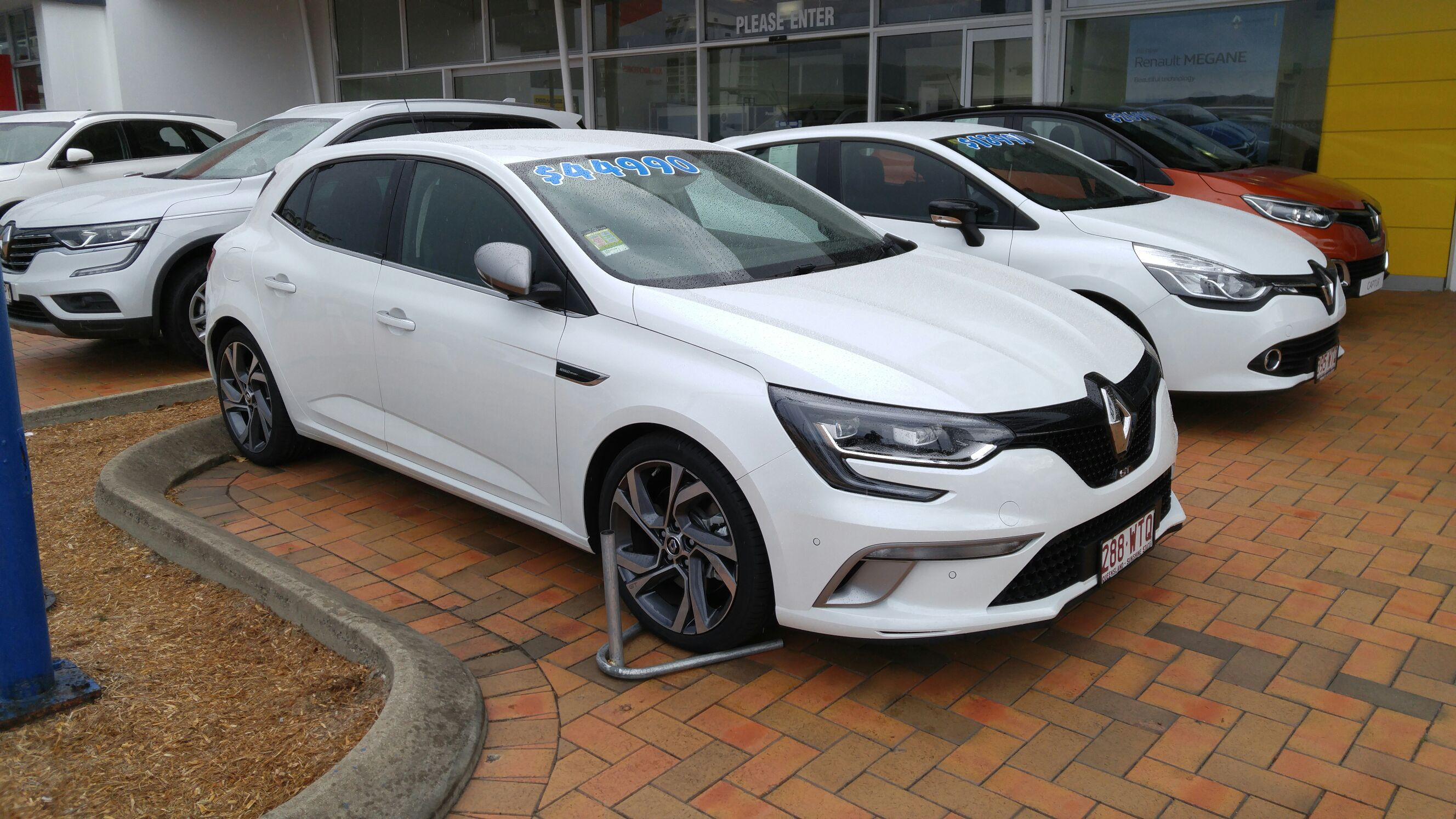
オーストラリア仕様　GT

2015年9月のフランクフルト・モーターショーにて5ドアハッチバックを正式発表。翌2016年3月のジュネーブ・モーターショーにてエステート版である「グランツアー」を発表。続いてフルエンスの後継となる4ドアセダン（グランクーペ）も発表されている。
プラットフォームは日産とルノーが共同開発したCMF-CDを採用。全長は4395mm、ホイールベースは2669mm（日本仕様は2,670mm）と、旧型と比べてそれぞれ64mmと28mm延長されているが、全高は25mm低い1447mm（日本仕様は1,450mm）に抑えられている。外装はタリスマン、2代目コレオスなどに通じる新世代ルノーの共通デザインとなっており、内装も7インチもしくは8.7インチのスクリーンがダッシュボード中央に配置され、ドライビングモードや、内装照明色の変更などができる。
エンジンはチューニングの違いを入れると4種類のガソリンと5種類のディーゼルが用意される。トランスミッションは6速と7速のEDCの他、5速と6速のマニュアルギアボックスが用意され、エンジンに応じて組み分けられている。
GTには四輪操舵システム「4 CONTROL（4コントロール）」と「GTシャシー」が搭載され、シャシ剛性とコントロール性能を大幅に引き上げている。また、「RENAULT MULTI-SENSE（ルノー・マルチセンス）」も採用され、R.S.ドライブ（スポーツモード）、7インチマルチTETモニター、パワーステアリング、エンジンレスポンスとサウンドなどを自由自在にセッティング出来る。

### 沿革
日本市場においては、ルノージャポンによって2017年10月4日に発表され、11月9日から販売を開始。5ドアハッチバックは、1.2L直噴ターボの「GT　LINE」と1.6L直噴ターボの「GT」の2種、スポーツツアラー(グランツアー)は1.6L直噴ターボの「スポーツ・ツアラーGT」のみを設定。いずれも7速EDCとの組み合わせのみとなる。
2018年8月30日、3世代目となる「ルノー・スポール（以下、R.S.）」を発表。ボディは5ドアハッチバックに改められた。エンジンは「ルノー・スポール カーズ」と「ルノー・スポール レーシング」が共同で開発した新開発の1.8Lターボに刷新し、ゲトラグ社製の6速EDCのみを組み合わせる（欧州向けには6MTの設定もあり）。GTに採用済の「4 CONTROL」に加え、4輪ハイドロリック・コンプレッション・コントロール（4HCC）も採用することで、究極のスポーツパフォーマンスを実現している。また、19インチホイールを収めるために、フェンダーが通常のメガーヌ比でフロントが60mm、リヤが45mm拡幅されている。時期を同じくして公式発表はないものの「GT」の生産は終了し、以後は世界的に在庫車の販売のみとなる。
2018年11月29日、日本上陸1周年を記念し、スポーツツアラー特別仕様車「Anniversaire（アニヴェルセル）」を発表。これは本国のトップグレード「インテンス」に相当するモデルで、組み合わせされるエンジンは1.2Lターボで、限定30台のみ。
2019年2月22日、限定100台で「R.S.カップ」を発表。R.S.のEDC仕様をベースに、強化サスペンション「シャシーカップ」、トルセンLSD、バイマテリアル構造のブレンボ製ブレーキキャリパーを追加し、EDCを6速MTに、パーキングブレーキを電動式からサイドレバー式に改めている。
2019年10月9日、「R.S.」の更なる高性能モデル「トロフィー」を発表（10月31日発売）。エンジン出力を高め、「シャシーカップ」を採用した。EDCと6速MTを設定。
2020年1月10日、東京オートサロンにて量産FF車最速タイムを記録したことを記念し、特別仕様車「R.S.トロフィーR」を発表。「4 CONTROL」とリヤシートをカットし（よって、2人乗りとなる）、EDCから6MTへ変更する代わりにアクラポヴィッチ製のチタンエキゾーストシステムとカーボン製ボンネットおよびリアディフューザーを採用することでR.S.比で130㎏の軽量化を実現するとともに、オーリンズ製ダンパー、トルセンLSD、直径390mmのブレンボ製ブレーキキャリパーを備えることで、さらなる高性能を追求している。世界限定500台が生産され、そのうち30台はブレンボ製カーボンセラミックディスク＆ゴールドキャリパーとカーボンホイール、ダイナミックエアインテークを備えたことでさらに10㎏軽量化された「カーボン・セラミックパック」として生産される。日本市場へは計51台（うち「カーボン・セラミックパック」は4台）が投入される。なお、「カーボン・セラミックパック」はルノー・ジャポン史上、最高値の949万円である。
2021年1月28日、「メガーヌR.S.」「メガーヌR.S.トロフィー」の改良型を同年3月4日に発売すると発表。メガーヌR.S.では、最高出力300PS、最大トルク420N･mを発揮する1.8L直列4気筒ターボエンジンを搭載。スポーツエキゾーストなども装備される。一方メガーヌR.S.トロフィーではローンチコントロールがMTモデルにも装備された。更に両モデルとも、リアウインカーをシーケンシャルタイプに改め、後席用USBポートなどが装備された。
2021年8月26日、マイナーチェンジを実施し、同日販売開始。エクステリアデザインに関しては、LEDヘッドランプやフロントバンパー、フロントグリルに新デザインを採用。リアウインカーはシーケンシャルタイプとなった。一方インテリアでは、操作インターフェースが改良された。安全装備では歩行者検知機能付き衝突被害軽減ブレーキや停車&発進機能付きアダプティブクルーズコントロールなどを新たに採用した。また、同日に特別仕様車「インテンス ファーストエディション」の販売を開始。電動パノラミックルーフとレザーシートを装備する。販売台数はメガーヌが10台、メガーヌスポーツツアラー（ステーションワゴン）が10台の計20台となる。
2023年4月20日、「メガーヌR.S.」の特別仕様車「ウルティム」の日本国内導入を発表し、同日受注開始。ルノーのモータースポーツ部門がアルピーヌへ全面移行するのを前に、ルノー・スポールを名乗る最後のモデルとして発表された限定車で、ルノー・スポールの設立年にちなんで全世界で1,976台が販売される。ルノーのロゴであるロザンジュをモチーフとしたルーフとボンネットのブラックマットストライプや、ブラックアウトされたロゴ、ベースモデル比で1本あたり2kg軽量なブラックの19インチアロイホイール「Fuji Light（フジライト）」などを採用し、よりスポーティさを強調したスタイルとした。価格は659万円で、6速EDCと6速MTを設定。なお、メガーヌR.S.ウルティムの欧州での発売に伴い、カタログモデルの「メガーヌR.S.」「メガーヌR.S.トロフィー」の生産は終了し、日本国内での販売も在庫限りとなる。
主な市場でのグレード名(装備レベル)一覧。(販売時期によって変化有)
| フランス | ドイツ   | イタリア | スペイン | ベルギー  | スウェーデン | トルコ | ルーマニア | イギリス | 中東 | 日本    |
| -------- | -------- | -------- | -------- | --------- | ------------ | ------ | ---------- | -------- | ---- | ------- |
| LIFE     | LIFE     | DUEL     | LIFE     | LIFE      | LIFE         | Joy    | BUSINESS   | Play     | PE   |         |
| ZEN      |          | BUSINESS | ZEN      | LIMITED#2 | ZEN          | Touch  | LIFE       |          | SE   |         |
| LIMITED  | LIMITED  | DUEL2    | LIMITED  | INTENS    |              | Icon   | ZEN        | Iconic   | LE   |         |
| INTENS   | BOSE Ed. | INTENS   | BOSE Ed. | BOSE Ed.  | Bose         |        | INTENS     |          | LE+  |         |
| GT-Line* | GT Line  |          | GT-Line  | GT-LINE   | GT Line      |        |            | GT Line  |      | GT-Line |
| R.S.     | R.S.     | R.S.     | R.S.     | R.S.      | R.S.         |        | R.S.       | R.S.     | R.S. | R.S.    |

- *当初はZENやINTENSにパックオプションとして設定されていたが、GT廃止後にカタログモデルに昇格した。

## モータースポーツ

### マキシ・メガーヌ
マキシ・メガーヌはルノーが1996年に開発・製作したF2キットカーで、クリオ・マキシの後継ラリーカーである。
1995年にデビューしたクリオ・マキシだが、クリオ自体の基本設計の古さと、ライバルのプジョー・306マキシの戦闘力の高さからルノー・スポールはクリオ・マキシを1年で退役させ、1995年から販売を開始したメガーヌをベースとしたラリーカーを登場させることになった。カスタマーへの販売価格はクリオ・マキシより5万フラン安く85万フラン（1900万円）だった。
マキシ・メガーヌの初陣は1996年3月22日、フランス・ラリー選手権開幕戦 ラリー・ド・リヨン・シャルボニエールだった。フィリップ・ブガルスキーとジャン・ラニョッティをレギュラードライバーを擁しての参戦だったが、14SS中11SSでベストタイムを奪取したプジョー306マキシのジル・パニッツィの前に完敗を喫した。メガーヌはトラクション不足とアンダーステア、マシンの重量問題に悩まされブガルスキーは2位でゴール、ラニョッティは4位に終わった。
1996年は世界2リッター選手権（W2L）の第3戦として4月29日から5月1日に開催されたツール・ド・コルスにルノーはブガルスキー、ラニョッティに加えてオリオール・ゴメスの3台をエントリーさせ、ブガルスキーがプジョーや賞典外で出場の4WDターボマシンを降して優勝した。ルノーにとっては1985年以来のコルス制覇だった。この他ラニョッティは10位、ゴメスはSS8でコースアウトしてリタイアに終わった。その後、10月13日から16日開催の世界ラリー選手権（WRC）第8戦 サンレモでプライベーターのパオロ・アンドレウッキがF2クラスで優勝し、11月4日から6日にWRCと併催されたW2L第7戦 カタルーニャで地元のオリオール・ゴメスがW2Lで優勝した。ゴメスは総合でも優勝したコリン・マクレーから4分遅れの8位でゴールする快走だった。
この間ルノー・スポールでは5月にチーフエンジニアのジル・ラレモンが離脱し、11月にアンドレ・ブローが後任に就くまでマシンの開発が停滞することになった。メガーヌが抱えていた技術的課題のうち車両重量については、シーズン中盤に新型のロールケージやチタン製エキゾーストマニホールドへの換装で軽量化が図られたものの、トラクション不足やタイヤの摩耗の激しさといった課題は解決されなかった。またFFD製7速シーケンシャルミッションも投入されたが信頼性に問題を抱えたままだった。
フランスラリー選手権では、プジョーのパニッツィが6勝してドライバーズ・タイトルを獲得した。3勝を挙げたブガルスキーはドライバーズ・ランキングの2位に入った。
1997年、ルノー・スポールはメガーヌに多くの改良を施したエボリューション2を登場させた。車重は30㎏以上軽量化され、7速シーケンシャルの信頼性も確保された。一方でトラクション不足解消のためサスペンションジオメトリーが変更されたが、依然として問題は解決されなかった。また前輪にアルコン製12ポッドのブレーキキャリパーを装備したがブレーキの前後バランスが不安定で、ドライバーの能力をスポイルさせた。
1997年はWRCとフランス選手権のダブルタイトルとして開催されたツール・ド・コルスで、ルノーはブガルスキーが6位、ラニョッティの引退に伴ってルノーに加入したセルジュ・ジョルダンも7位でゴールした。だが、4WDターボのWRカーと総合優勝争いを演じた末に3、4位に入賞したプジョーの活躍に注目が集まり、ルノーの戦果は霞んでしまった。フランス選手権でもプジョーのパニッツィに連覇を許し、ブガルスキーがドライバーズ・ランキングで4位、ジョルダンは5位に終わった。
ルノーは業績不振により1997年限りでF1も含めてモータースポーツ活動から撤退し、ルノー・スポールによるラリー活動も終了することになった。しかしワークス撤退後もプライベーターによってマキシ・メガーヌは活躍し続けた。1998年のイギリス・ラリー選手権でマキシ・メガーヌを駆るマーティン・ロウがドライバーズ・チャンピオンを獲得し、ルノーもメイクス・チャンピオンを戴冠した。また、WRC最終戦 ラリー・オブ・グレートブリテンでタピオ・ラウッカネンがF2クラスで優勝を果たした。1999年にはマキシ・メガーヌは更なる好成績を収めた。WRCのF2クラスで第5戦 カタルーニャでオリオール・ゴメスが、第6戦 ツール・ド・コルスと第10戦 フィンランドでラウッカネンがクラスウィナーとなり、第12戦 サンレモでもピエロ・ロンギが優勝した。この結果ルノーは2リッターカップを制覇することになった。WRCでも活躍したラウッカネンはイギリス選手権のドライバーズタイトルも獲得し、ルノーは同選手権のメイクスタイトルを連覇した。またヨーロッパ・ラリー選手権ではエンリコ・ベルトーネがドライバーズ・チャンピオンとなった。

### その他
2005年から世界選手権として開催されているワンメイクレースのメガーヌトロフィにはR.S.で、2010年からはラリーのIRCとERCにはRS N4 で参戦している。レース以外ではサーキットでのタイムトライアルにも意欲的で、特にニュルブルクリンク北コースでのFF市販車の最速記録に強い拘りを持っており、ニュルブルクリンク用に開発した車両を持ち込んでいる。2011年5月にはR.S.でコースレコードを記録、2014年6月には3代目R.S.275トロフィーRでセアト・レオン クプラ280を約4秒上回り、記録を更新した。2015年にはホンダ・シビックタイプR（FK2）に7分50秒63で破られるものの（2016年にはシビックの記録をフォルクスワーゲン・ゴルフGTI　クラブスポーツSが7分49秒21で更新）、2019年5月に4代目R.S.トロフィーRで7分40秒10を叩き出し、再び市販FF車最速の座を奪還した。

## リコール
メガーヌR.S.の前輪ブレーキホース関連の不具合で制動力が低下する恐れがあるとして、2009年1月にリコールの届け出を行った。2004年5月24日 - 2006年4月7日に生産された268台が対象で、事故は発生していない。また、2002年8月と2004年7月の2回、燃料ポンプを取り付ける樹脂製ナットが、温度変化が繰り返されることによりナットに亀裂が発生、燃料が漏れる恐れがあるとしてリコールの届け出を行ったが、対策が不十分だったと判断し、2009年4月に対策内容と対象範囲を見直した上で改めてリコールの届け出を行った。1999年6月18日 - 2001年1月22日に生産された1417台が対象で、不具合は6件確認されたが事故は発生していない。